# Arphax
Arphax is een geslacht van Phasmatodea uit de familie Phasmatidae. De wetenschappelijke naam van dit geslacht is voor het eerst geldig gepubliceerd in 1875 door Carl Stål.

## Soorten
Het geslacht Arphax omvat de volgende soorten:
- Arphax australis (Charpentier, 1845)
- Arphax brunneus (Gray, 1833)
- Arphax dolomedes (Westwood, 1859)
- Arphax michaelseni Werner, 1912
- Arphax signatus Brunner von Wattenwyl, 1907